# フィル・ビラピアーノ
フィル・ビラピアーノ（Phil Villapiano 、本名：Philip James Villapiano 、1949年2月26日 - ）はニュージャージー州ロングブランチ出身の元アメリカンフットボール選手。ポジションはラインバッカー。

## 経歴
高校時代はランニングバックとラインバッカーとしてプレーした。1966年の秋に多くの大学からスカウトの声がかかりアトランティック・コースト・カンファレンスのメリーランド大学からも声がかかったがルー・セイバンヘッドコーチがAFLのデンバー・ブロンコスに就任することが決まり、後任のヘッドコーチが決まっていなかったため、ボーリング・グリーン州立大学に進学し、大学では5人のディフェンシブラインマンのエンドとして4年間プレーした。シニアボウルでラインバッカーとしてプレーした。彼はラインバッカーとしても軽量の部類だったが40ヤードを4秒6で走るスピードを持つ敏捷さなどでNFLの数チームから注目される存在となった。
1971年のNFLドラフトではチップ・オリバーの代わりとなるラインバッカーを求めていたオークランド・レイダースに指名されて入団した。CFLのトロント・アルゴノーツのヘッドコーチ、レオ・ケイヒルから熱心に誘われていた彼はNFLドラフトで3巡目までに指名されなかった場合はCFL入りする決心だった。
1972年、自己ベストの3インターセプトをあげて、プロキャリア唯一のリターンTDをあげた。チームは地区優勝を果たしプレーオフでピッツバーグ・スティーラーズと対戦した。試合終了間際に第4ダウンでテリー・ブラッドショーからジョン・フッカに投げられたパスはジャック・テイタムの激しいヒットで大きく跳ね返りフランコ・ハリスがこれをキャッチ、タッチダウンに結びつけた。このプレーでビラピアーノはハリスにタックルしようとしたところ、相手タイトエンドのジョン・マクマキンに後ろからクリッピングの反則を受けたが反則のコールがなされず残念であったとNFLフィルムズのビデオで述べている。
1973年から1976年まで4年連続でプロボウルに選出された。1974年にチームは12勝2敗でシーズンを終え、プレーオフでスーパーボウル3連覇を目指したマイアミ・ドルフィンズを破ったがスティーラーズに敗れた。1975年もプレーオフでスティーラーズに敗れシーズンを終えた。
1976年、チームは13勝1敗でシーズンを終え、プレーオフでニューイングランド・ペイトリオッツに僅差で勝利しAFCチャンピオンシップゲームでスティーラーズを破り第11回スーパーボウル出場を果たした。この試合序盤にレイ・ガイのパントがミネソタ・バイキングスにブロックされ自陣3ヤード地点でのゴール前ディフェンスを迎えた。ここで彼は相手ボールをはたき落としファンブルさせた。またプロフットボール殿堂入りするフラン・ターケントンをサックしている。この試合をレイダースは32-14で勝利し初優勝した。
1977年は故障のため2試合の出場にとどまった。1978年、故障から復帰し右アウトサイドラインバッカーでプレーした。
1980年のシーズン開幕前にボブ・チャンドラーとのトレードでバッファロー・ビルズに移籍した。彼の加入したビルズはジョー・ファーガソンとジョー・クリブスらの活躍で11勝5敗でプレーオフに進出した。サンディエゴ・チャージャーズとの試合では第3Qまでリードしていたがダン・ファウツの活躍でチームは逆転負けした。1981年もチームはプレーオフに進出したがシンシナティ・ベンガルズに敗れ、ストライキが起きた1982年のシーズンには4勝5敗、彼のキャリア最後の年となった1983年は8勝8敗でシーズンを終えた。ビルズでは怪我のため4シーズンで13試合の出場にとどまった。

## プレースタイル
同時代のラインバッカーとしては小柄だったがスピードとハードなプレースタイルでビッグプレーを行いレイダースの強力ディフェンスを支えた。